# Midnight Globe
Pour plus de détails, voir Fiche technique et Distribution.
Midnight Globe est un film dramatique français réalisé par Jonathan Musset et sorti en 2013. Le film a la particularité d'avoir été produit et tourné en province (région Loire-Atlantique),, avec un budget de 45 000 euros. Il est entièrement sous Licence Creative Commons BY 3.0, y compris sa bande-originale signée ENoz. Le film est un hommage poétique à l'écrivaine américaine Helen Keller.   

## Synopsis
Une jeune anglaise, Nattie, revient en France dans un centre spécialisé pour les enfants peinant à communiquer. On leur enseigne un jeu singulier, le Wiphala...

## Fiche technique
- Titre original : Midnight Globe
- Réalisation : Jonathan Musset
- Scénario : Jonathan Musset
- Musique : ENoz
- Photographie : Francis Frenkel
- Montage : Jonathan Musset
- Costumes : Catherine Caldray
- Sociétés de production : Wayna Pitch
- Société de distribution : Wayna Pitch
- Pays de production :  France
- Langue originale : français
- Format : couleur
- Genre : Drame
- Durée : 87 minutes
- Dates de sortie :
  - France : 4 décembre 2013

## Distribution
- Anthony Bertaud : Teddy
- Carole Reppel-Baele : Nattie
- Bruno Henry : Faro
- Phillip Schurer : Javier
- Adrien Costello : Marius
- Antoine Orhon : Timili
- Christophe Jouzel : Vico
- Nolwenn Le Floch : Emilie Noire
- Sébastien Ned : Goupil